# Pablo Matera
Pablo Nicolás Matera (Buenos Aires, 18 luglio 1993) è un rugbista a 15 argentino, dal 2021 terza linea ala degli Honda Heat in Top League massima serie giapponese.

## Biografia
Matera si formò come rugbista nell'Alumni di Buenos Aires, club con cui debuttò in prima squadra durante il campionato della regione della Capitale del 2012. Nel marzo 2013 venne selezionato nei Pampas XV, rappresentativa argentina con la quale disputò la Vodacom Cup. Nell'ottobre dello stesso anno fu ingaggiato in Inghilterra dal Leicester con un contratto fino al termine della stagione per sostituire l'infortunato Tom Croft. Il tecnico del club inglese Richard Cockerill rimase favorevolmente impressionato dalle prestazioni del giocatore argentino tanto da spingere il club a tentare di prolungargli il contratto. Tuttavia, nel febbraio 2015, Matera accettò un accordo con la Federazione argentina per entrare a far parte della nuova franchise destinata a partecipare dal 2016 al Super Rugby e che successivamente fu battezzata con il nome di Jaguares. Prima, però, di giocare nel torneo australe, fu selezionato una seconda volta nei Pampas XV con i quali vinse la World Rugby Pacific Challenge 2015. Esordì con i Jaguares nel Super Rugby 2016. Nel 2018 divenne il capitano della franchigia argentina che condusse, l'anno successivo, alla finale persa contro i Crusaders. Nel novembre 2019, annunciò il suo trasferimento in Francia allo Stade français.
A livello internazionale, Matera disputò il mondiale giovanile del 2012 con la selezione under-20 argentina. Nello stesso anno ebbe una breve esperienza nel rugby a 7 giocando con la nazionale sudamericana le tappe a Dubai e in Sudafrica delle IRB Sevens World Series 2012-2013. La stagione successiva fece la sua prima apparizione nell'Argentina contro il Cile nel campionato sudamericano 2013 poi vinto; oltre a segnare la sua prima meta internazionale all'esordio, ottenne anche il primato come più giovane debuttante dei Pumas nel ruolo di flanker. Dopo una seconda partecipazione alla Coppa del Mondo giovanile, la stessa annata lo vide anche disputare tutti gli incontri del The Rugby Championship e della sessione autunnale di test matches. Nel 2014 ottenne solo due presenze nella nazionale maggiore, entrambe durante il Championship. Ritornò a vestire la maglia dei Pumas in occasione della vittoria del sudamericano 2015, al quale seguì la terza apparizione nel The Rugby Championship. Le sue prestazioni gli valsero la chiamata da parte del commissario tecnico Daniel Hourcade nella squadra argentina selezionata per la Coppa del Mondo di rugby 2015. Nel corso del torneo iridato mancò solamente una sfida di quelle che portarono la selezione sudamericana al quarto posto finale. Le successive due stagioni internazionali lo videro assente in un unico incontro tra quelli disputati dai Pumas. Il 2018 fu un anno particolarmente importante per Matera: dopo aver raggiunto la cinquantesima presenza in nazionale, coronata da una meta, nella prima giornata del The Rugby Championship 2018, il nuovo selezionatore Mario Ledesma lo nominò capitano per il tour europeo di novembre. Mantenne i gradi di capitano anche l'anno successivo dove guidò la sua nazionale nel corso della Coppa del Mondo di rugby 2019.
Matera può vantare un'apparizione nel prestigioso club ad inviti dei Barbarians ottenuta contro una selezione inglese nel maggio 2015.
Il 1º dicembre 2020 la Federazione Argentina di Rugby (UAR) gli ha revocato la carica di capitano della nazionale e lo ha sospeso cautelativamente dopo la scoperta che nel periodo decorrente dal 2011 al 2013, assieme ai compagni di Guido Petti e Santiago Soncino, aveva pubblicato dei tweet discriminatori, razzisti e xenofobi. I tre rugbisti sono stati deferiti agli organi di giustizia.

## Palmarès
- Campionati sudamericani: 2
Argentina: 2013, 2015
- Pacific Rugby Cup : 1
Pampas XV: 2015
- Super Rugby: 1
Crusaders: 2022